# Erik Wahn
Erik Wahn, född 9 april 1980, en svensk friidrottare (sprinter). Han vann SM-guld på 200 meter år 2002.
Vid U23-EM i Amsterdam, Nederländerna år 2001 sprang Wahn tillsammans med Johan Hed, Johan Engberg och Christofer Sandin, korta stafetten men laget diskvalificerades i försöken.
Wahn deltog på 200 meter vid EM 2002 i München, och gick där vidare från försöken. Han slogs dock ut i semifinalen.

## Personliga rekord
| Utomhus - 100 meter – 10,47 (Huddinge 16 augusti 2006) - 100 meter – 10,47 (Huddinge 16 augusti 2001) - 200 meter – 20,80 (Göteborg 5 september 2004) | Inomhus - 60 meter – 6,82 (Malmö 25 januari 2003) - 60 meter – 6,82 (Malmö 26 januari 2003) - 60 meter – 6,82 (Malmö 3 februari 2005) - 100 meter – 10,96 (Tammerfors, Finland 14 februari 2004) - 200 meter – 21,53 (Västerås 23 januari 2005) - 300 meter – 35,25 (Bollnäs 5 februari 2005) |

### Fotnoter
1. ↑  ”Tävlingsårsskiftesövergångar 1 december 2004”. friidrott.se. Arkiverad från originalet den 21 november 2016. https://web.archive.org/web/20161121045739/http://www.friidrott.se/forbundsinfo/overgangar/Arsskifte0405.aspx. Läst 1 december 2016.
2. 1 2 3 4 5  Wiger 2006, s. 36.
3. 1 2 3 4 5  Wiger 2006, s. 41.
4. ↑  ”Stora inne-SM 2003, resultat” (html). friidrott.stockholm.se. http://www.friidrott.stockholm.se/ism/resultat/p_resultat.html. Läst 14 april 2015.
5. 1 2 3 4 5 6  ”Personsida på AllAthletics” (på engelska). all-athletics.com. Arkiverad från originalet den 7 augusti 2016. https://web.archive.org/web/20160807052553/http://www.all-athletics.com/en-us/athlete/74596. Läst 7 juni 2016.
6. ↑  ”European Athletics U23 Championships - Amsterdam 2001” (på engelska). european-athletics.org. http://www.european-athletics.org/competitions/european-athletics-u23-championships/history/year=2001/results/index.html. Läst 25 oktober 2017.
7. ↑  ”Em22 dag 3: sanna i särklass i häckförsöken”. friidrott.se. 14 juli 2001. Arkiverad från originalet den 26 oktober 2017. https://web.archive.org/web/20171026002017/http://www.friidrott.se/nyheter.aspx?id=1004. Läst 25 oktober 2017.
8. ↑  ”European Athletics Championships - München 2002” (på engelska). european-athletics.org. http://www.european-athletics.org/competitions/european-athletics-championships/history/year=2002/results/index.html. Läst 17 augusti 2017.
9. 1 2 3 4 5  ”Personsida på IAAF:s webbplats” (på engelska]). iaaf.org. http://www.iaaf.org/athletes/sweden/erik-wahn-183490. Läst 7 juni 2016.